# 滨河洛拉
滨河洛拉（西班牙語：Lora del Río）是西班牙安达卢西亚自治区塞维利亚省的一个市镇。总面积294平方公里，总人口18281人（2001年），人口密度62人/平方公里。